# Neoscona vigilans
Neoscona vigilans là một loài nhện trong họ Araneidae.
Loài này thuộc chi Neoscona. Neoscona vigilans được John Blackwall miêu tả năm 1865.

## Hình ảnh

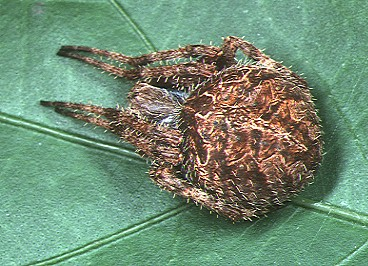